# Soyuz TM-11
Soyuz TM-11 foi a 11.ª expedição à estação espacial soviética Mir, realizada entre dezembro de 1990 e maio de 1991. Ela levou ao espaço pela primeira vez um japonês, o jornalista-cosmonauta Toyohiro Akiyama.

## Tripulação
Lançados
| Posição                | Cosmonauta                  | Duração          | Pousou na   |
| ---------------------- | --------------------------- | ---------------- | ----------- |
| Comandante             | Viktor Afanasyev            | 175d 01h 50m 42s | Soyuz TM-11 |
| Engenheiro de voo      | Musa Manarov                | 175d 01h 50m 42s | Soyuz TM-11 |
| Cosmonauta-pesquisador | Toyohiro Akiyama (Repórter) | 7d 21h 54m 40s   | Soyuz TM-10 |

Aterrissaram
| Posição                 | Cosmonauta       | Duração          | Lançou na   |
| ----------------------- | ---------------- | ---------------- | ----------- |
| Comandante              | Viktor Afanasyev | 175d 01h 50m 42s | Soyuz TM-11 |
| Engenheiro de voo       | Musa Manarov     | 175d 01h 50m 42s | Soyuz TM-11 |
| Cosmonauta-pesquisadora | Helen Sharman    | 7d 21h 13m 45s   | Soyuz TM-12 |

## Parâmetros da Missão
- Massa: 7150 kg
- Perigeu: 367 km
- Apogeu: 400 km
- Inclinação: 51.6°
- Período: 92.2 minutos

## Pontos altos da missão
Passou 175 dias acoplada à Mir. O local e o foguete de lançamento foram pintados com a bandeira japonesa e com anúncios. Uma câmera dentro do módulo de descida filmou os cosmonautas durante a subida da nave junto com Akiyama.
Viktor Afanaseyev, Musa Manarov (em sua segunda visita à Mir), e o jornalista de televisão japones Akiyama foram recebidos a bordo da Mir pelo grupo Vulkans. O Tokyo Broadcasting System (TBS) pagou para o voo de Toyohiro Akiyama. Os soviéticos chamaram isto de "primeiro voo espacial comercial" e afirmaram ter recebido 14000 milhões de dólares.
O jornalista tinha em seu programa uma transmissão de 10 minutos de imagens para a televisão e duas transmissões de 20 minutos para o rádio todos os dias. As incompatibilidades elétricas entres a alimentação elétrica e os sistemas de vídeo e TV forçaram os japoneses a usarem um grande número de conversores. Seu equipamento, que pesava cerca de 170 kg, foi entregue pela nave Progress-M e montado anteriormente por Manakov e Strekalov. Em 5 de dezembro a cama de Akiyama foi transferida para a Soyuz TM-10. Em 8 de Dezembro Manakov e Strekalov começaram a carregar o módulo de descida da Soyuz TM-10 com filmes e resultados de experimentos. A TBS transmitiu a aterrissagem de Akiyama ao vivo do Cazaquistão.